# كيتريدغ شيري
كيتريدغ شيري (بالإنجليزية: Kittredge Cherry)‏ هي قسيسة وكاتِبة أمريكية، ولدت في 1957.